# Giuseppe Garibaldi

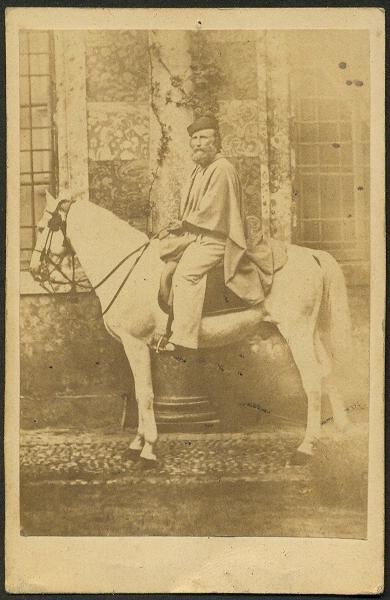
Alessandro Duroni: Giuseppe Garibaldi, portrét

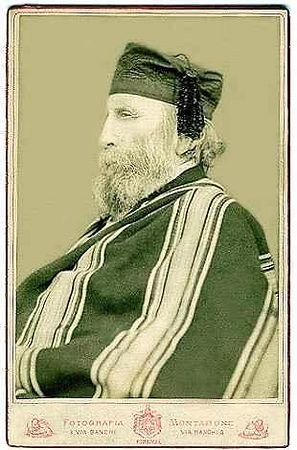
Luigi Montabone: Giuseppe Garibaldi

Giuseppe Garibaldi (4. července 1807, Nice – 2. června 1882, Caprera) byl vůdce nacionalistů (tzv. Rudých košil) v partyzánské válce proti rakouské a francouzské armádě na území Itálie v letech 1848–1849 a 1851 s cílem vytvořit Italský národní stát. Úspěšně dobyl Sicílii i Neapol a napomohl vytvořit zárodek Italského království.

## Životopis
Giuseppe Garibaldi se narodil 4. července 1807 v Nice. Jeho rodina patřila mezi lidi, kteří sympatizovali s národně osvobozeneckým hnutím. Deset let sloužil jako námořník na obchodní lodi Constanza.
V Marseille se seznámil s Giuseppem Mazzinim. S jeho pomocí se stal vůdcem hnutí Mladá Itálie (tajná politická organizace, usilující o sjednocení Itálie). G. Mazzini připravoval savojskou výpravu, kterou pověřil Garibaldiho. Ten vstoupil na fregatu Euridika a mezi mužstvem vyvolal vzpouru. Dva proudy po sto lidech měly vtrhnout do Piemontu a připravit povstání. V lednu 1834 oba oddíly vyrazily. První byl zadržen hned na začátku švýcarským vojskem. Signál pro Garibaldiho oddíl nepřicházel, a proto se vypravil do Janova sám. Jen stěží odtamtud uprchl, a to přes Nice do Marseille, ovšem cestou byl zatčen. Z vězení opět uprchl.
V letech 1835–1848 se účastnil revolučních bojů za nezávislost jihoamerických republik (Uruguaye a Brazílie). Italští legionáři v čele s Garibaldim se roku 1848 dozvěděli o reformách prováděných papežem Piem IX., což se stalo podnětem jejich návratu do vlasti. Když radikálové zaútočili na samotného papeže a usilovali o jeho život, Piův postoj se změnil a stal se zastáncem reakčního absolutismu. Zpět do Itálie se legionáři vydali 15. dubna 1848.
V lednu 1848 došlo k prvnímu velkému vzbouření na Sicílii, kde lid vyhnal ze země armádu, úředníky a krále. 19. března 1848 se vzbouřilo milánské obyvatelstvo a po několikadenním boji vyhnalo rakouské vojsko. Současně s Milánem povstalo i Benátsko a prohlásilo se za republiku. Piemontský generál vyhlásil Rakousku válku a 23. června 1848 přistál se svou posádkou v Nice. V čele svých dobrovolníků se vydal do Alp organizovat partyzánskou válku. K útoku došlo v Luinu a výsledkem bitvy byla porážka Rakušanů. Zde však úspěchy tažení skončily, Garibaldi onemocněl a vrátil se zpět do Nice. Odtud se vydal do Benátek, ale cestu mu v Apeninách zkomplikoval zákaz překročení hranic papežského státu. V dubnu 1849 přišla zpráva, že Francouzi chtějí zaútočit na Řím, a Garibaldi se proto vydal se svými vojáky bránit Řím. Francouzi byli zahnáni zpět na moře, nakonec však Italové Francouzům podlehli, neboť Mazzini Garibaldimu nedůvěřoval. Garibaldi nato opouští Řím.
Na moři je ovšem s posádkou pronásledován a nucen přistát, nedokáže však své lidi pro kritický stav své ženy zorganizovat. Po její smrti prchá sám před pronásledovateli, ale je zatčen a uvězněn v Janově. Je rozhodnuto, že bude odvezen do exilu. Po pěti letech, strávených zčásti v Americe, se roku 1854 do Itálie vrací a začíná druhá italská válka o nezávislost. Garibaldi založil jednotku Alpských myslivců a podporoval italský iredentismus.
V roce 1859 bojoval s Rakouskem jako piemontský generál. Roku 1860 vedl lidové povstání na Sicílii a dobyl Neapol, tím pomohl svrhnout vládu Bourbonů a sjednotit Itálii. Roku 1866 bojoval v řadách italské armády proti Rakousku. Účastnil se prusko–francouzské války na straně Francie a byl zvolen do francouzského Národního shromáždění.
Sympatizoval s italskou iredentou (úsilí připojit území národní menšiny v jednom státě ke státu sousednímu, obývanému týmž národem), 1. internacionálou a Pařížskou komunou. Zemřel na ostrůvku Caprera, který mu byl přidělen italskou vládou.